# Alma de Dragón
Alma de Dragón fue una serie de historietas de ciencia ficción publicada por Esteban Maroto entre 1972 y 1978. Narra la resistencia de la protagonista homónima, Alma, contra las tropas de Tecnos que intentan hacerse con su planeta, Dragón. 

## Trayectoria editorial
Esteban Maroto, que ya había alcanzado renombre internacional gracias a 5 x Infinito, empezó a serializar Alma de Dragón en el número 39 de la revista española Trinca. Sólo seis números después fue cancelada, y Maroto no la retomó hasta 1978 con vistas a su publicación en el número 7 de la revista "Bumerang ", y además en blanco y negro.

## Valoración
Se ha escrito de Alma de Dragón que constituye un verdadero disfrute visual.